# ニキ・チョウ
周勵淇（ニキ・チョウ、Niki Chow、1979年8月30日 - ）は、香港の女優、歌手である。本名は周麗琪。身長174cm、体重50kg、おとめ座。元BMAエンターテインメント所属。

## 人物・経歴
姉であるモデルの周汶錡(キャシー・チョウ)と一緒にモデルをしていたが、2001年、馬偉豪(zh)監督によって見出され、映画『百分百感覚2』の主演で女優デビュー。
その後いくつかの映画などに出演したが、2003年にTVB所属女優・王心慰(zh)の後押しもあり、本格的に俳優業に進出。
ドラマ「翡翠恋曲」、「秀才遇着兵」などに出演し、2005年には、BMAエンターテイメントと契約、広東語アルバム『PURE NIKI』で歌手デビュー。
また同じ頃から、「周麗淇·女朋友手記」で作家デビュー。その後も活動を続け、2009年には日本の東北地方の旅行記「幸福」を出版。翌年には、北海道の旅行記「珍惜」を出版した。
2011年、BMAとTVBとの版権やロイヤリティー関連の契約が問題となり、BMAと契約している歌手はTVBに出演できなくなった。ニキは、撮影中のドラマ「我的如意狼君」のためにBMAとの契約を打ち切り、新たにTVBと契約を結んだ。

## 出演作品

### 映画
- 百分百感覚2(2001年) - Felicia 役
- 玉女添丁(2001年) - 迪娜(Dina) 役
- ファイティング・ラブ　同居密友(2001年) - Mindy 役
- ノイズ_(2001年の映画)　恐怖熱線之大頭怪嬰(2001年) - May 役
- カルマ2　熱血青年(2002年) - 葉詩敏 役
- 下一站…天后(2003年) - Shadow 役
- 恋上你的床(2003年) - Peggy(ゲスト) 役
- 炮製女朋友(2003年) - Ivy(ゲスト) 役
- 豪情(2003年) - Kiki 役
- 愛・作戦(2004年) - 靖儂 役
- 天行者(2006年) - 沈雪兒(ゲスト) 役
- 我要成名(2006年) - Niki(ゲスト) 役
- サムマー・ラフー(2011年) - Niki(ゲスト) 役
- ラン・クワイ・フォン2 喜愛夜蒲2(2012年) - Niki(ゲスト) 役
- 燃えよデブゴン TOKYO MISSION 肥龍過江(2020年) - ソン・ホーイ（宋可兒）役

### テレビドラマ
- 翡翠恋曲(2004年、TVB) - 梁詠思(Ceci) 役
- 赤沙印記@四葉草.2(2004年、TVB) - 繆美詩(Cherry) 役
- 秀才遇者兵(2005年、TVB) - 陸拾義(拾義妹) 役
- 天幕下的恋人2(2006年、TVB) - 高逸詩(Fiona) 役
- 森之愛情之整容薬丸(2007年、TVB) - 阿儀 役
- 最美麗的第七天(2008年、TVB) - 凌加恩 役
- 盛装舞歩愛作戦(2008年、TVB) - 元美儀 役
- 卓球天王(2009年、TVB) - 游加勤 役
- 書剣恩仇録　書剣恩仇録(2009年、中国・湖南衛視) - 霍青桐(ホチントン) 役
- 我的如意狼君(2012年、TVB) - 徐芯 役
- 女警愛作戰(セーゼアント・タブロイド)(2013年、TVB) - 呂霏俠 役
- 好心作怪(2013年、TVB) - 阮小吉 役
- 賢后 衛子夫(2014年) - 平陽公主 役

### テレビ映画
- 妬火線(2003年、TVB) - Suki 役

### ウェブドラマ
- 百分百感覚(2002年) - Cherie 役
- 百分百感覚 冬日恋曲(2003年) - Cherie 役

### ラジオドラマ
- クリスマスラジオドラマ 凌晨時分的初吻第二部「除夕派対攻防戦」(2004年)
- 二話不説愛上你(2005年)
- 両顆心留在澳門(2005年)
- 愛要有一套 第三話「袋袋平安」(2005年9月)
- 黄金少年(2006年7月) - 潮人 役
- 職業安全ラジオドラマ(2006年8月) - 周さん
- 18楼C座 - 淇淇 役

### 広告
- コカ・コーラ（2001年、中国国内）
- Theme服飾(2001年)
- 周大福 (2001年)
- Forever Marks（2002年、中国国内）
- パンテーン シャンプーとコンディショナー(2002年 - 2004年)
- YCMDレジャースーツ（2004年 - 2005年、中国国内）
- 涙然眼部紓緩液(2005年、2007年 - 2008年)
- キヤノン(2005年 - 2007年)
- ネスレMegaアイスクリーム(2006年)
- 道地緑茶百果園シリーズ(2006年)
- 中原電器(2007年 - 2008年)
- 東海堂月餅(2009年 - 2010年)

## 音楽作品
| アルバムタイトル   | 発売日        |
| ------------------ | ------------- |
| PURE NIKI (+DVD)   | 2005年8月25日 |
| CHILD WOMAN (+VCD) | 2006年4月11日 |
| NIKIKAKA (AVCD)    | 2006年8月18日 |

## ソース
1. ↑  羅傑承寬宏 陳志雲呵護 周麗淇成功拍添哥新劇 |明報周刊 online